# Martental (Haardt)
Das Martental ist Teil des Mittelgebirgszugs der Haardt, die den Ostrand des Pfälzerwalds zur Rheinebene bildet. Es liegt zur Gänze auf der Waldgemarkung der Landstadt Deidesheim im Kreis Bad Dürkheim.

## Geographie

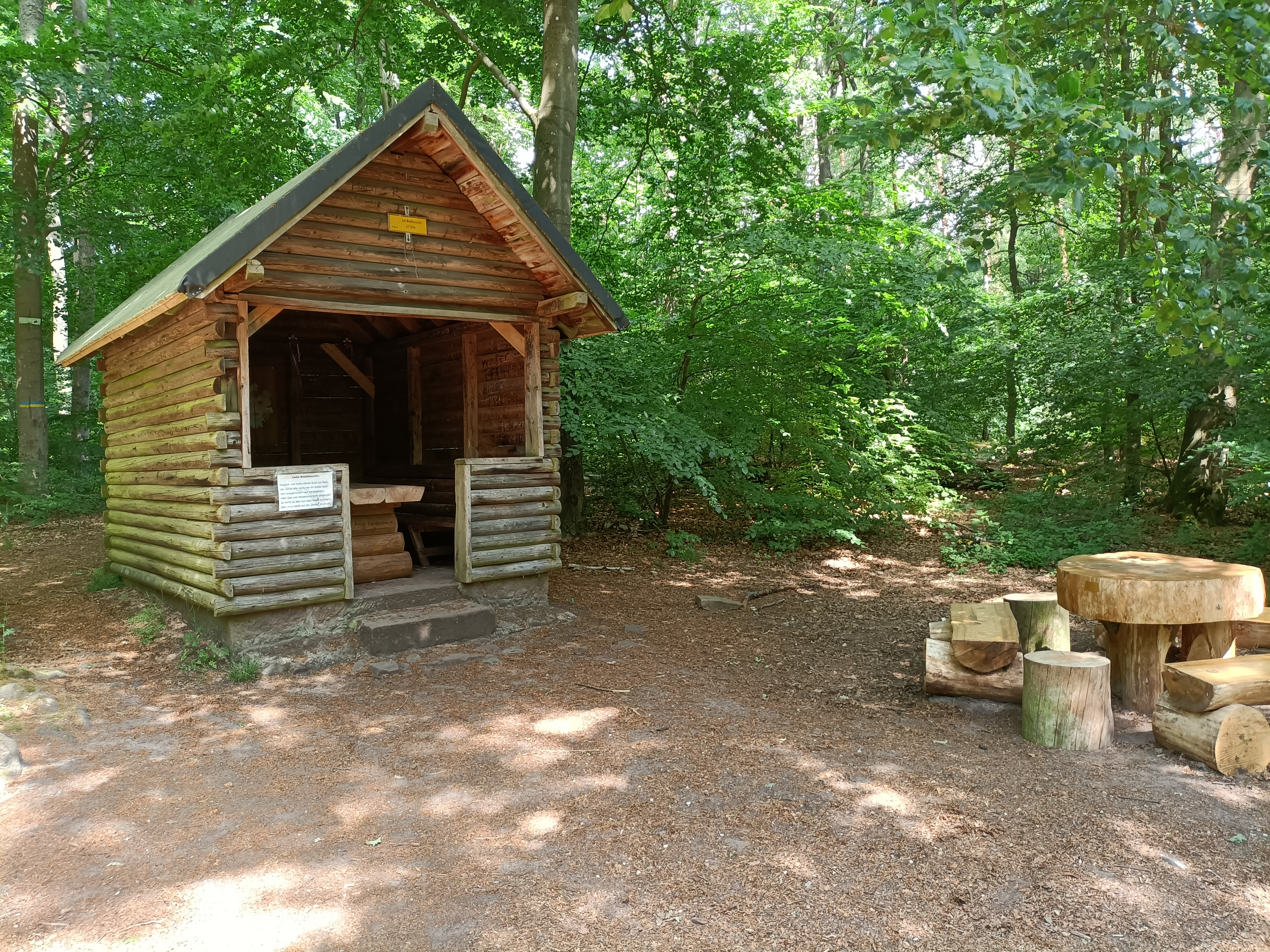
Schutzhütte „Am Weißenstich“

Das Tal verläuft von Nordwesten nach Südosten und mündet an seiner tiefsten Stelle, im Südosten, in das Mühltal. Bei seinem nordwestlichen Ende befindet sich die offene Schutzhütte „Am Weißenstich“. In seinen unteren zwei Dritteln wird das Tal vom Weinbach durchflossen, neben dem ein Forstweg entlangläuft. Ein wenig unterhalb der Weinbachquelle zweigt nach Nordwesten ein kleines Seitental ab, das Freinstal genannt wird. Im Süden des Martentals erhebt sich der Mittelberg, im Westen und Norden das doppelgipflige Massiv des Vorderen Langenbergs und des Eckkopfs.

## Wanderungen
Durch das Tal führt ein Wanderweg, den der Pfälzerwald-Verein mit einem blau-gelben Balken markiert hat. Er fällt mit dem Geißbockweg zusammen, der von Lambrecht nach Deidesheim führt und mit einem Geißbockkopf markiert ist. Der Weg erinnert an die Tatsache, dass Lambrecht alljährlich am Dienstag nach Pfingsten nach einem alten Vertrag als Entgelt für Holz- und Weiderechte in Deidesheim einen Geißbock abzuliefern hat.

## Name
Der Name des Tals, das im Volksmund fälschlicherweise auch Madental genannt wird, lässt sich von dem Heiligen Martin herleiten, dem Ortsheiligen von Niederkirchen bei Deidesheim. Niederkirchen und Deidesheim bildeten früher eine politische Gemeinde, und beide Orte waren gemeinsam Waldeigentümer.

## Naturdenkmale
Im Martental befinden sich die drei Naturdenkmale Grimmeisenbrunnen und Weinbachspring, beides gefasste Quellen, sowie der Felsblock „Großmutter“, der ein wenig oberhalb der Talsohle am Hang des Mittelbergs liegt.